# کارل هروشکا
کارِل هروشکا (چکی: Karel Hruška; ۱۴ ژوئن ۱۸۹۱ – ۱۷ اکتبر ۱۹۶۶) خواننده اپرا، شخصیت رادیویی و بازیگر صحنه و فیلم اهل کشور چکسلواکی بود. او با داشتن استعداد زیادی در طنز، در خلق قطعات شخصیت در صحنهٔ اپرا تخصص داشت.